# Falsamblesthis candicans
Falsamblesthis candicans är en skalbaggsart som först beskrevs av Pierre Émile Gounelle 1910.  Falsamblesthis candicans ingår i släktet Falsamblesthis och familjen långhorningar. Inga underarter finns listade i Catalogue of Life.